# Abner Felipe Souza de Almeida
Abner Felipe Souza de Almeida (Londrina, Brasil, 30 de mayo de 1996), más conocido como Abner, es un futbolista brasileño que juega como defensa en el U. S. L. Dunkerque de la Ligue 2.

## Trayectoria

### Real Madrid Castilla
En 2014 firmó por el Real Madrid Castilla procedente del Curitiba, club con el que rescindió su contrato, como recambio de Marcelo. Debutó con el filial madridista el 8 de agosto contra el Atlético de Madrid "B". Tiempo después estuvo a punto de dejar el fútbol por las lesiones, pero Zidane le convenció para que siguiese.

### Estoril Praia (cedido)
El 19 de agosto de 2017 se fue cedido al Estoril Praia.
Debutó el 1 de septiembre contra el Marítimo en una derrota 1-0 en copa jugando los 90 minutos.
El 25 de febrero, tras no rendir como el club portugués esperaba y no llegar a adaptarse con el equipo, le rescindieron la cesión regresando al Real Madrid Castilla.

## Selección nacional
Integró el plantel de la selección de Brasil que jugó el Mundial Sub-17 de Emiratos Árabes Unidos.

### Participaciones en torneos internacionales
| Torneo                      | Sede                   | Resultado        | Partidos |
| --------------------------- | ---------------------- | ---------------- | -------- |
| Sudamericano Sub-17 de 2013 | Argentina              | Tercer lugar     | 6        |
| Copa Mundial Sub-17 de 2013 | Emiratos Árabes Unidos | Cuartos de final | 3        |

## Clubes
| Club                          | País     | Año       | Partidos | Goles |
| ----------------------------- | -------- | --------- | -------- | ----- |
| Coritiba                      | Brasil   | 2013-2014 | 1        | 0     |
| Real Madrid Castilla          | España   | 2014-2018 | 24       | 0     |
| G. D. Estoril Praia (cedido)  | Portugal | 2017-2018 | ?        | ?     |
| PSTC                          | Brasil   | 2018-2020 | ?        | ?     |
| Coritiba (cedido)             | Brasil   | 2018-2019 | ?        | ?     |
| Athletico Paranaense (cedido) | Brasil   | 2019      | ?        | ?     |
| E. C. Água Santa (cedido)     | Brasil   | 2020      | ?        | ?     |
| Athletico Paranaense (cedido) | Brasil   | 2020      | ?        | ?     |
| S. C. Farense                 | Portugal | 2020-2023 | ?        | ?     |
| RWDM                          | Bélgica  | 2023-2024 |          |       |
| U. S. L. Dunkerque            | Francia  | 2024-     |          |       |